# Stadion Marienthal
Das Stadion Marienthal war ein Fußballstadion, das sich im Hamburger Bezirk Wandsbek im Stadtteil Marienthal befand. Von der Eröffnung 1924 bis zur Schließung 2009 spielte der SC Concordia Hamburg im Marienthal.

## Geschichte
In den 1950er Jahren spielte hier der damalige Oberligist SC Concordia Hamburg u. a. gegen den Hamburger SV. 1957 erhielt das traditionsreiche Stadion, noch vor den Spielstätten des Hamburger SV und Werder Bremen, eine Flutlichtanlage.
Am 30. Juni 2009 wurde das 1924 eröffnete Stadion nach 85 Jahren geschlossen. Im Laufe des Jahres 2014 wurden die vier Flutlichtmasten abmontiert.
Von August 2015 bis Dezember 2016 war auf dem Gelände eine Erstaufnahmeeinrichtung für Flüchtlinge errichtet worden, deren Rückbau im Februar 2017 stattfand. Nachfolgend wurden auf dem Gelände neue Wohngebäude errichtet.